# مايا لوندغرين
مايا لوندغرين (بالسويدية: Maja Lundgren)‏(18 مارس 1965)  مؤلفة سويدية، وناقدة أدبية، ومترجمة.